# 米蘇拉縣
米蘇拉縣（英語：Missoula County）是美国蒙大拿州西部的一個縣，西南鄰爱达荷州，面積6,781平方公里。根據2020年美國人口普查，共有人口11萬7,922人。縣治米蘇拉。該縣成立於1865年2月2日，是該州第一批成立的縣之一。縣名來自扁頭族（Flathead，操薩利希語的印第安部落）的「m-i-sul-e-etiku」，意思是「令人恐懼或者伏擊的地方」，指的是地獄門峽谷—他們在那裡有時會被黑腳族（Blackfeet）襲擊。